# Saison 4 de RuPaul's Drag Race All Stars
La quatrième saison de RuPaul's Drag Race All Stars est diffusée pour la première fois du 14 décembre 2018 au 15 février 2019 sur VH1 aux États-Unis et sur WOW Presents Plus à l'international,.
Le 22 août 2018, l'émission est renouvelée pour sa quatrième saison. Le casting est composé de dix candidates et est dévoilé le 9 novembre 2018 dans un live YouTube présenté par Trixie Mattel, gagnante de la saison précédente, et sur les réseaux sociaux,.
La gagnante de la saison reçoit un an d'approvisionnement de maquillage chez Anastasia Beverly Hills et 100 000 dollars.
Les gagnantes de la saison sont Monét X Change et Trinity The Tuck. Il s'agit de la première et, à ce jour, seule saison à couronner deux candidates.

## Candidates
(Les noms et âges donnés sont ceux annoncés au moment de la compétition.)
| Candidate        | Âge | Résidence                  | Saison originale | Classement original | Classement final  |
| ---------------- | --- | -------------------------- | ---------------- | ------------------- | ----------------- |
| Monét X Change   | 28  | New York, État de New York | Saison 10        | 6e place            | Gagnantes         |
| Trinity The Tuck | 33  | Orlando, Floride           | Saison 9         | 3e/4e place         | Gagnantes         |
| Monique Heart    | 32  | Kansas City, Missouri      | Saison 10        | 8e place            | 3e place 4e place |
| Naomi Smalls     | 23  | Chicago, Illinois          | Saison 8         | Seconde             | 3e place 4e place |
| Latrice Royale   | 46  | South Beach, Floride       | Saison 4         | 4e place            | 5e place          |
| Manila Luzon     | 36  | Los Angeles, Californie    | Saison 3         | Seconde             | 6e place          |
| Valentina        | 27  | Los Angeles, Californie    | Saison 9         | 7e place            | 7e place          |
| Gia Gunn         | 28  | Los Angeles, Californie    | Saison 6         | 10e place           | 8e place          |
| Farrah Moan      | 24  | Los Angeles, Californie    | Saison 9         | 8e place            | 9e place          |
| Jasmine Masters  | 40  | Los Angeles, Californie    | Saison 7         | 12e place           | 10e place         |

## Progression des candidates
|                  | Épisode | Épisode | Épisode | Épisode | Épisode | Épisode | Épisode | Épisode | Épisode | Épisode  |
| 1                | 2       | 3       | 4       | 5       | 6       | 7       | 8       | 9       | 10      |          |
| ---------------- | ------- | ------- | ------- | ------- | ------- | ------- | ------- | ------- | ------- | -------- |
| Monét X Change   | LOW     | WIN     | SAFE    | BTM2    | WIN     | IMMN    | SAFE    | WIN     | BTM3    | GAGNANTE |
| Trinity The Tuck | WIN     | SAFE    | WIN     | LOW     | BTM4    | SAFE    | WIN     | HIGH    | WIN     | GAGNANTE |
| Monique Heart    | WIN     | BTM2    | SAFE    | WIN     | BTM4    | SAFE    | SAFE    | HIGH    | WIN     | ÉLIMINÉE |
| Naomi Smalls     | HIGH    | HIGH    | HIGH    | SAFE    | BTM4    | SAFE    | BTM2    | WIN     | BTM3    | ÉLIMINÉE |
| Latrice Royale   | SAFE    | SAFE    | LOW     | ELIM    |         | IN      | WIN     | BTM2    | ELIM    |          |
| Manila Luzon     | SAFE    | LOW     | WIN     | WIN     | WIN     | IMMN    | HIGH    | ELIM    |         |          |
| Valentina        | SAFE    | WIN     | BTM2    | HIGH    | BTM4    | SAFE    | ELIM    |         |         |          |
| Gia Gunn         | SAFE    | SAFE    | ELIM    |         |         | OUT     |         |         |         |          |
| Farrah Moan      | BTM2    | ELIM    |         |         |         | OUT     |         |         |         |          |
| Jasmine Masters  | ELIM    |         |         |         |         | OUT     |         |         |         |          |

 La candidate a gagné RuPaul's Drag Race All Stars.
 La candidate a été éliminée lors de la finale.
 La candidate a gagné le maxi défi et le lip-sync.
 La candidate a gagné le maxi défi mais a perdu le lip-sync.
 La candidate a reçu des critiques positives des juges et a été déclarée sauve.
 La candidate a été déclarée sauve.
 La candidate a reçu des critiques négatives des juges et a été déclarée sauve.
 La candidate a été en danger d'élimination.
 La candidate a été éliminée.
 La candidate a réintégré la compétition.
 La candidate n'a pas réintégré la compétition.
 La candidate a gagné le maxi défi de l'épisode précédent et n'a pas joué sa place dans la compétition.

## Lip-syncs
| Épisode | Candidate (Choix d'élimination) | vs. | Candidate (Choix d'élimination)    | Chanson                           | Artiste            | Gagnante(s)                     | Candidates en danger d'élimination                    | Candidate éliminée |
| ------- | ------------------------------- | --- | ---------------------------------- | --------------------------------- | ------------------ | ------------------------------- | ----------------------------------------------------- | ------------------ |
| 1       | Monique Heart (Jasmine Masters) | vs. | Trinity The Tuck (Jasmine Masters) | Emotions                          | Mariah Carey       | Trinity The Tuck                | Farrah Moan Jasmine Masters                           | Jasmine Masters    |
| 2       | Monét X Change (Farrah Moan)    | vs. | Valentina (Farrah Moan)            | Into You                          | Ariana Grande      | Valentina                       | Farrah Moan Monique Heart                             | Farrah Moan        |
| 3       | Manila Luzon (Gia Gunn)         | vs. | Trinity The Tuck (Gia Gunn)        | How Will I Know                   | Whitney Houston    | Manila Luzon                    | Gia Gunn Valentina                                    | Gia Gunn           |
| 4       | Manila Luzon (Monét X Change)   | vs. | Monique Heart (Latrice Royale)     | The Bitch is Back                 | Tina Turner        | Monique Heart                   | Latrice Royale Monét X Change                         | Latrice Royale     |
| 5       | Manila Luzon (Valentina)        | vs. | Monét X Change (Valentina)         | Jump to It                        | Aretha Franklin    | Manila Luzon Monét X Change     | Monique Heart Naomi Smalls Trinity The Tuck Valentina | Aucune             |
| Épisode | Candidate éliminée              | vs. | Candidate en lice                  | Chanson                           | Artiste            | Gagnante                        |                                                       |                    |
| 6       | Jasmine Masters                 | vs. | Trinity The Tuck                   | Peanut Butter                     | RuPaul             | Trinity The Tuck                |                                                       |                    |
| 6       | Farrah Moan                     | vs. | Valentina                          | Kitty Girl                        | RuPaul             | Valentina                       |                                                       |                    |
| 6       | Gia Gunn                        | vs. | Naomi Smalls                       | Adrenaline                        | RuPaul             | Naomi Smalls                    |                                                       |                    |
| 6       | Latrice Royale                  | vs. | Monique Heart                      | Sissy That Walk                   | RuPaul             | Latrice Royale                  |                                                       |                    |
| 6       | Latrice Royale                  | vs. | Monique Heart                      | Sissy That Walk                   | RuPaul             | Monique Heart                   |                                                       |                    |
| Épisode | Candidate (Choix d'élimination) | vs. | Candidate (Choix d'élimination)    | Chanson                           | Artiste            | Gagnante                        | Candidates en danger d'élimination                    | Candidate éliminée |
| 7       | Latrice Royale (Valentina)      | vs. | Trinity The Tuck (Valentina)       | You Spin Me Round (Like a Record) | Dead or Alive      | Latrice Royale                  | Naomi Smalls Valentina                                | Valentina          |
| 8       | Monét X Change (Manila Luzon)   | vs. | Naomi Smalls (Manila Luzon)        | Come Rain or Come Shine           | Judy Garland       | Naomi Smalls                    | Latrice Royale Manila Luzon                           | Manila Luzon       |
| 9       | Monique Heart (Latrice Royale)  | vs. | Trinity The Tuck (Latrice Royale)  | When I Think of You               | Janet Jackson      | Trinity The Tuck                | Latrice Royale Monét X Change Naomi Smalls            | Latrice Royale     |
| Épisode | Candidate                       | vs. | Candidate                          | Chanson                           | Artiste            | Gagnantes                       |                                                       |                    |
| 10      | Monét X Change                  | vs. | Trinity The Tuck                   | Fighter                           | Christina Aguilera | Monét X Change Trinity The Tuck |                                                       |                    |

 La candidate a été éliminée après sa première fois en danger d'élimination.
 La candidate a été éliminée après sa deuxième fois en danger d'élimination.
 La candidate a été éliminée après sa troisième fois en danger d'élimination.
 La candidate a remporté le lip-sync et a conservé sa place dans la compétition.
 La candidate a remporté le lip-sync et a réintégré la compétition.
 La candidate a remporté le lip-sync et la saison.

## Juges invités
Cités par ordre chronologique :
- Jenifer Lewis, actrice américaine ;
- Ciara, chanteuse américaine,
- Kacey Musgraves, chanteuse américaine ;
- Gus Kenworthy, skieur acrobatique américano-britannique ;
- Keiynan Lonsdale, acteur australien ;
- Erica Ash, actrice américaine ;
- Zoë Kravitz, actrice américaine ;
- Yvette Nicole Brown, actrice américaine ;
- Cecily Strong, humoriste américaine ;
- Rita Ora, chanteuse britannique ;
- Susanne Bartsch, actrice américaine ;
- Ellen Pompeo, actrice américaine ;
- Frances Bean Cobain, artiste visuelle américaine ;
- Felicity Huffman, actrice américain ;
- Jason Wu, styliste canadien ;
- Todrick Hall, chanteur américain.

### Invités spéciaux
Certains invités apparaissent dans les épisodes, mais ne font pas partie du panel de jurés.
Épisode 2
- Freddy Scott, compositeur américain ;
- Leland, auteur-compositeur-interprète américain ;
- Stacy Layne Matthews, drag queen américaine.

Épisode 4
- Elton John, chanteur et compositeur britannique ;
- Stacy Layne Matthews, drag queen américaine.

Épisode 5
- Lady Bunny, drag queen américaine ;
- Stacy Layne Matthews, drag queen américaine.

Épisode 10
- Chad Michaels, drag queen américaine ;
- Alaska, drag queen américaine ;
- Trixie Mattel, drag queen américaine.

## Épisodes
| CANDIDATE | Farrah Moan | Gia Gunn | Jasmine Masters | Latrice Royale    | Manila Luzon | Monét X Change | Monique Heart | Naomi Smalls | Trinity The Tuck | Valentina |
| TALENT    | Burlesque   | Kabuki   | Stand-up        | Lancer de drapeau | Peinture     | Chant Lip-sync | Chant Danse   | Lip-sync     | Lip-sync         | Lip-sync  |

| GROUPE    | ERRYBODY SAY LOVE | ERRYBODY SAY LOVE | ERRYBODY SAY LOVE | ERRYBODY SAY LOVE | DON'T FUNK IT UP | DON'T FUNK IT UP | DON'T FUNK IT UP | DON'T FUNK IT UP | DON'T FUNK IT UP |
| --------- | ----------------- | ----------------- | ----------------- | ----------------- | ---------------- | ---------------- | ---------------- | ---------------- | ---------------- |
| CANDIDATE | Farrah Moan       | Monét X Change    | Monique Heart     | Naomi Smalls      | Gia Gunn         | Latrice Royale   | Manila Luzon     | Trinity The Tuck | Valentina        |

| CANDIDATE  | Gia Gunn  | Latrice Royale | Manila Luzon     | Monét X Change  | Monique Heart   | Naomi Smalls   | Trinity The Tuck | Valentina   |
| PERSONNAGE | Jenny Bui | Della Reese    | Barbra Streisand | Whitney Houston | Tiffany Haddish | Wendy Williams | Caitlyn Jenner   | Eartha Kitt |

| AFFAIRE   | YOU MADE LOOK LIKE A BITCH, BITCH! | YOU MADE LOOK LIKE A BITCH, BITCH! | HOW 'BOUT THEM CAKES? | HOW 'BOUT THEM CAKES? | HOW 'BOUT THEM CAKES? | I GOT SNOOKERED BY SNOOKI | I GOT SNOOKERED BY SNOOKI |
| --------- | ---------------------------------- | ---------------------------------- | --------------------- | --------------------- | --------------------- | ------------------------- | ------------------------- |
| CANDIDATE | Manila Luzon                       | Naomi Smalls                       | Latrice Royale        | Monét X Change        | Monique Heart         | Trinity The Tuck          | Valentina                 |

| DISCOTHÈQUE | THE BLACK HOLE | THE BLACK HOLE | CLUB 96      | CLUB 96   | CLUB HIVE      | CLUB HIVE    | CLUB HIVE        |
| ----------- | -------------- | -------------- | ------------ | --------- | -------------- | ------------ | ---------------- |
| CANDIDATE   | Monét X Change | Monique Heart  | Naomi Smalls | Valentina | Latrice Royale | Manila Luzon | Trinity The Tuck |

| CANDIDATE                              | Latrice Royale | Monét X Change | Monique Heart | Naomi Smalls | Trinity The Tuck |
| RÔLE                                   | Cynthia        | Kristin        | K-Jo          | SJP          | Kim              |
| NOMBRE DE VICTOIRES                    | —              | 3              | 3             | 1            | 4                |
| ÉPISODE(S)                             | —              | 2, 5, 8        | 1, 4, 9       | 8            | 1, 3, 7, 9       |
| NOMBRE DE FOIS EN DANGER D'ÉLIMINATION | —              | 2              | 2             | 3            | 1                |
| ÉPISODE(S)                             | —              | 4, 9           | 2, 5          | 5, 7, 9      | 5                |